# Jokkmokk
Jokkmokk (lulesamisch: Jåhkåmåhkke, nordsamisch: Dálvvadis) ist ein Ort (tätort) in der nordschwedischen Provinz Norrbottens län und der historischen Provinz Lappland am nördlichen Polarkreis. Der Ort ist das Zentrum der samischen Kultur in Schweden, die mehrere Schulen und Ausbildungszentren umfasst.
Jokkmokk ist Hauptort der gleichnamigen Gemeinde und ist bekannt für seinen jährlich stattfindenden Jokkmokks Vintermarknad (Jokkmokks Wintermarkt), bei dem seit 1605 Samen aus ganz Lappland ihre Waren anbieten.

## Geographie

### Lage
Jokkmokk liegt etwa fünf Kilometer nördlich des arktischen Polarkreises auf einem Hügelrücken rund 260 Meter über dem Meer und damit etwa 20 Meter höher als der nördlich in rund einem Kilometer Entfernung vorbei fließende Lilla Luleälven mit seinen feuchten und bis zum Bau des Staudammes am Kraftwerk Porjus 1915 regelmäßig überfluteten Ufern.
Die Stadt liegt rund 150 Kilometer nordöstlich der Ostsee und etwa gleich weit südöstlich des Hauptkammes der Skanden in deren hügeligen Ausläufern. Das Stadtgebiet war ursprünglich großflächig mit Borealem Nadelwald bestanden und ist umgeben von zahlreichen kleineren Seen in den Senken zwischen den Hügeln. Heute schließen sich im Norden der Stausee Vajkijaure (seit 1973) sowie im Südosten der Stausee Letsimagasinet (seit 1967) an.

### Klima
Aufgrund seiner Lage im Landesinneren und auf der Lee-Seite der Skanden ist Jokkmokk mit seinem subarktischen Klima (Typ Dfc gemäß Klimaklassifikation nach Köppen und Geiger) auch für schwedische Verhältnisse kalt. Die Sommer sind normalerweise mild mit Mitternachtssonne, manchmal heiß mit Tageshöchsttemperaturen von bis zu 30 Grad. Die größten Niederschläge liegen ebenfalls in den drei Sommermonaten. Die Winter sind lang, kalt und deutlich trockener; manchmal werden Tiefsttemperaturen unter minus 35 °C erreicht.
|                        | Jan   | Feb   | Mär   | Apr  | Mai  | Jun  | Jul  | Aug  | Sep  | Okt  | Nov   | Dez   |   |      |
| Mittl. Temperatur (°C) | −14,8 | −12,9 | −7,5  | −1,2 | 5,6  | 11,8 | 14,5 | 11,9 | 6,4  | 0,2  | −8,4  | −13,2 | ⌀ | −0,6 |
| Mittl. Tagesmax. (°C)  | −9,3  | −7,7  | −1,8  | 3,5  | 10,5 | 16,5 | 19,2 | 16,3 | 10,3 | 3,3  | −4,6  | −8,2  | ⌀ | 4,1  |
| Mittl. Tagesmin. (°C)  | −20,2 | −18,4 | −13,4 | −6,3 | 0,4  | 6,9  | 9,8  | 7,8  | 2,8  | −3,0 | −12,6 | −18,1 | ⌀ | −5,3 |
|                        |       |       |       |      |      |      |      |      |      |      |       |       |   |      |
| Niederschlag (mm)      | 31    | 22    | 24    | 22   | 37   | 58   | 84   | 69   | 45   | 40   | 40    | 31    | Σ | 503  |

| −20,2 |

| −18,4 |

| −13,4 |

| −6,3 |

| 0,4 |

| 6,9 |

| 9,8 |

| 7,8 |

| 2,8 |

| −3,0 |

| −12,6 |

| −18,1 |

| −20,2 |

| −18,4 |

| −13,4 |

| −6,3 |

| 0,4 |

| 6,9 |

| 9,8 |

| 7,8 |

| 2,8 |

| −3,0 |

| −12,6 |

| −18,1 |

### Klimawandel
Im Vergleich zur Messperiode 1860–1899 lag die mittlere Temperatur in Jokkmokk in der Periode von 1991 bis 2019 um 1,9 °C höher, dies ist einer der stärksten gemessenen Temperaturanstiege in Schweden überhaupt.
2018 verklagten einige samische Familien gemeinsam mit Menschen aus anderen Ländern, die Europäische Union auf die unzureichende Umsetzung der EU-Klimaziele. Die Kultur der Samen und die für sie wichtige Rentierhaltung seien davon unmittelbar bedroht, so die samische Klimaaktivistin Sanna Vannar. Am 20. Mai 2019 wies das Gericht der Europäischen Union die Annahme der Klage mit der Begründung zurück, es fehle den Klägern an der erforderlichen individuellen Betroffenheit. Im Februar 2020 fand eine Fridays for Future Demonstration mit Greta Thunberg statt.

## Geschichte
Die erste Bebauung geht auf das Jahr 1602 zurück. In diesem Jahr beschloss König Karl IX. die Anlage einiger Marktplätze im Norden Schwedens, um die verstreut lebende samische Urbevölkerung zum Handel, zur Steuereintreibung und zur Missionierung leichter erreichen zu können. Jokkmokks Vintermarknad wurde erstmals im Jahre 1605 abgehalten. Seitdem findet der Markt bis heute an jedem ersten Donnerstag, Freitag und Samstag im Februar jedes Jahres statt. Außerhalb der Markttage gab es allerdings lange Zeit keine ständige Bevölkerung, erst im 18. Jahrhundert lebte in Jokkmokk der erste Kaplan, während in Kvikkjokk der nächste Priester lebte. Ab dem Jahr 1732 gab es im Dorf einen Lehrer, als eine staatliche Schule für samische Kinder gegründet wurde. Im selben Jahr kam Carl von Linné auf seiner Nordlandreise durch Jokkmokk. Dazu schrieb er lediglich: "Jag förstod ock väl varför dessa bussar vore kastade avsides från folk". Während des 18. Jahrhunderts kam es zu einem Bevölkerungswachstum sowohl unter den nomadischen Sámi als auch unter der ständigen schwedischen Bevölkerung. Dadurch wurde die alte Kirche zu klein und 1753 eine neue eingeweiht. Diese existierte bis 1972, als sie vollständig abbrannte und danach wiederaufgebaut wurde. Sie ist heute als Jokkmokks alte Kirche bekannt. Im 19. Jahrhundert setzte sich das Bevölkerungswachstum fort, da immer mehr neue Häuser gebaut wurden und die Forstwirtschaft einen Aufschwung erlebte. Es entstand eine neue Kirche, erbaut 1888–1889 und im September 1889 geweiht. Ende des 19. Jahrhunderts entwickelte sich Jokkmokk immer mehr zum Verwaltungszentrum der Gemeinde. Die Siedlung wandelte sich vom bis dahin eher unregelmäßigen Charakter zu einer Stadt mit gleichmäßigen Wohnblöcken und regelmäßigem, überwiegend rechtwinkligem Straßennetz. Zu Beginn des 20. Jahrhunderts veränderte sich Jokkmokk weiter, die Bevölkerungszahl der Gemeinde stieg erstmals auf über 1000 Menschen an und die Verbindungen mit der Außenwelt verbesserten sich. Der Bahnhof Jokkmokk wurde 1927 eröffnet und die gesamte Inlandsbanan wurde im August 1937 mit dem Lückenschluss in Kåbdalis vollendet.

## Bevölkerungsentwicklung
Die Bevölkerungszahlen halten sich seit 1960 bei etwa 2500–3000 Einwohner, wobei im Jahr 1990 mit 3393 Einwohnern der Höhepunkt erreicht wurde.
| 1960 | 1965 | 1970 | 1975 | 1980 | 1990 | 1995 | 2000 | 2005 | 2010 | 2015 | 2020 | 2023 |
| ---- | ---- | ---- | ---- | ---- | ---- | ---- | ---- | ---- | ---- | ---- | ---- | ---- |
| 2507 | 2946 | 2966 | 3186 | 3256 | 3393 | 3365 | 3201 | 2976 | 2786 | 2794 | 2766 | 2711 |

## Sehenswürdigkeiten
Neben zwei Kirchen beherbergt Jokkmokk das Ájtte Svensk Fjäll- och Samemuseum (Schwedisches Gebirgs- und Samen-Museum), in dem Geschichte und Leben der Samen dokumentiert werden. Das Museum ist im Laufe der Jahre ständig erweitert worden. Man kann dort auch Bücher, Landkarten und CDs erwerben.
Dem Ájtte angegliedert ist der Fjällbotanische Garten. Hier sind die Vegetationszonen des Fjälls in einem kleinen Flussbett sehr anschaulich „nachgebaut“ worden. Gleich daneben liegt eine Steinschleiferei, in der nur aus einheimischen Gesteinsarten Schmuck und Gebrauchsgegenstände hergestellt werden. In der Zinnmanufaktur „Jokkmokks Tenn“ wird die alte samische Tradition der Zinnverarbeitung gepflegt.
Edwin "Sarek" Nilsson (* 20. Oktober 1928; † 27. Oktober 2018 in Ljusne, einem Ort der Gemeinde Söderhamn), ehemaliger Parkranger im Sarek und einer der bekanntesten Naturfotografen, Filmemacher und Naturbuchautoren Schwedens, lebte viele Jahre in Jokkmokk. Pflanzenbilder von Edvin Nilsson sind in Jokkmokks Fjällbotanischen Garten zu sehen. Sein ehemaliges Wohnhaus liegt direkt am Kreisverkehr des Inlandsvägen 45.

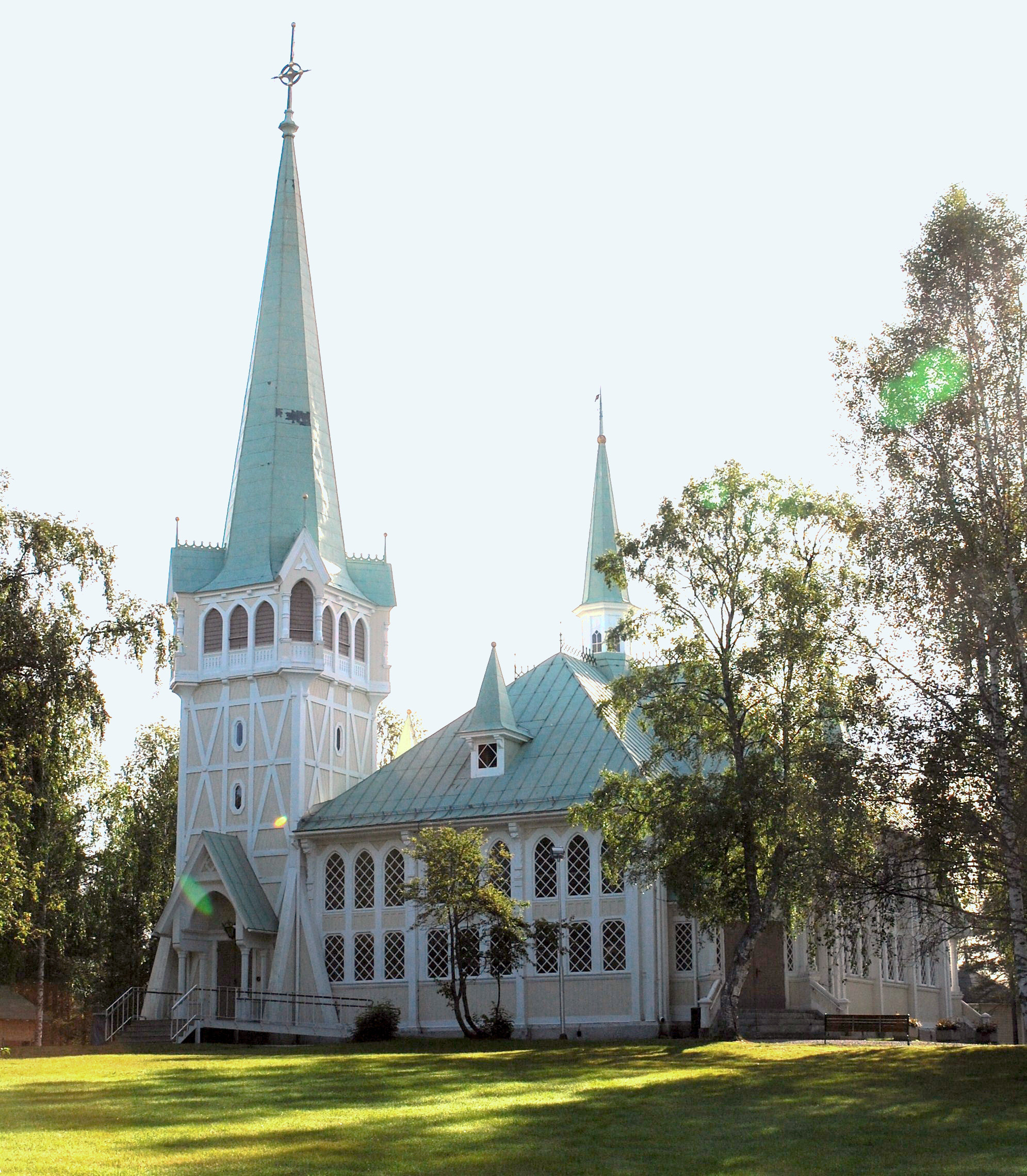
Holzkirche von Jokkmokk
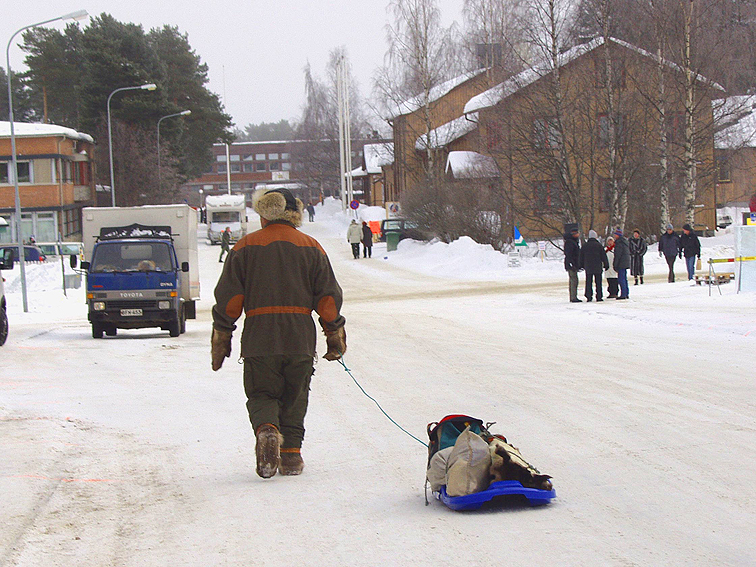
Straßenszene 2005
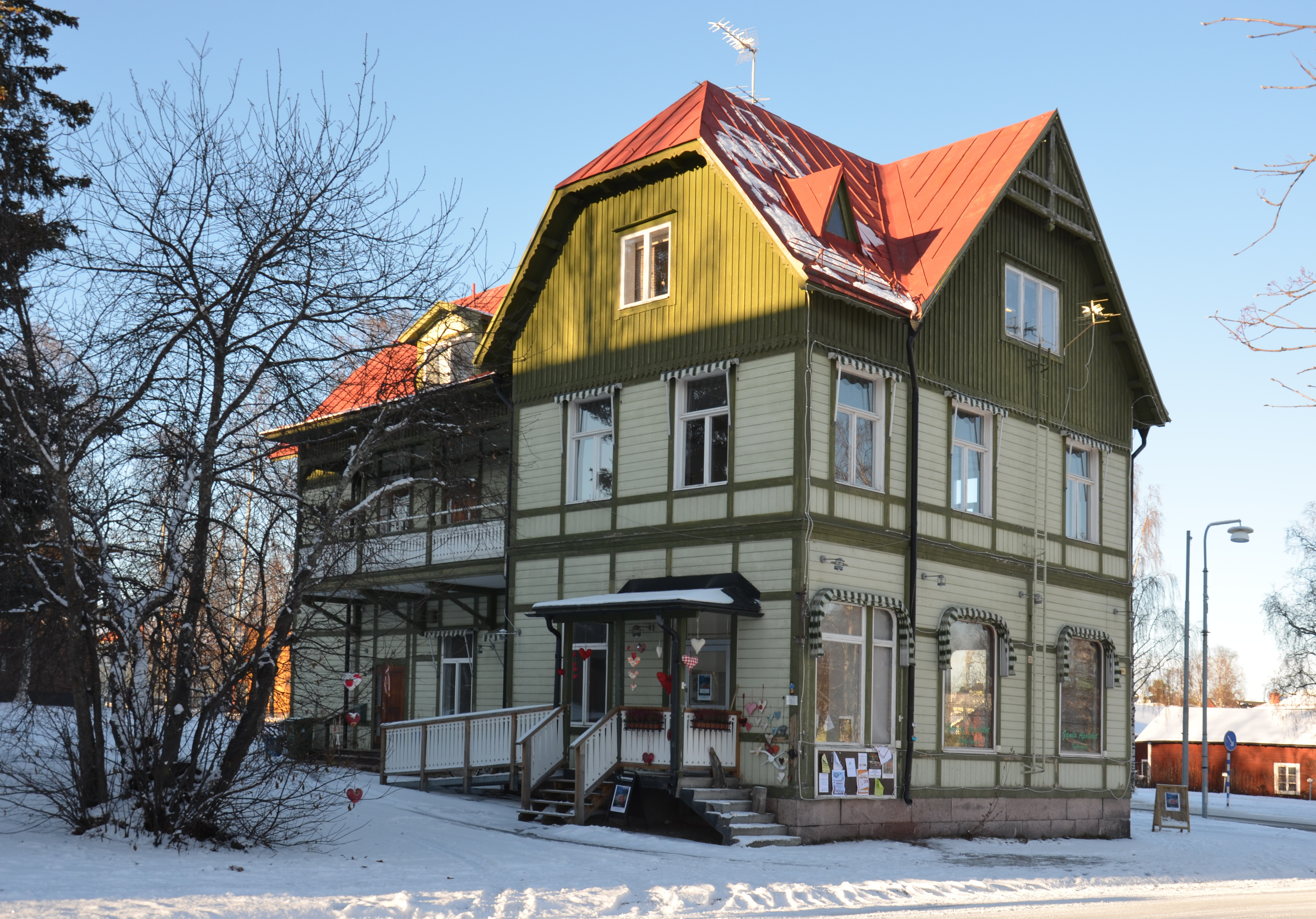
Alte Apotheke
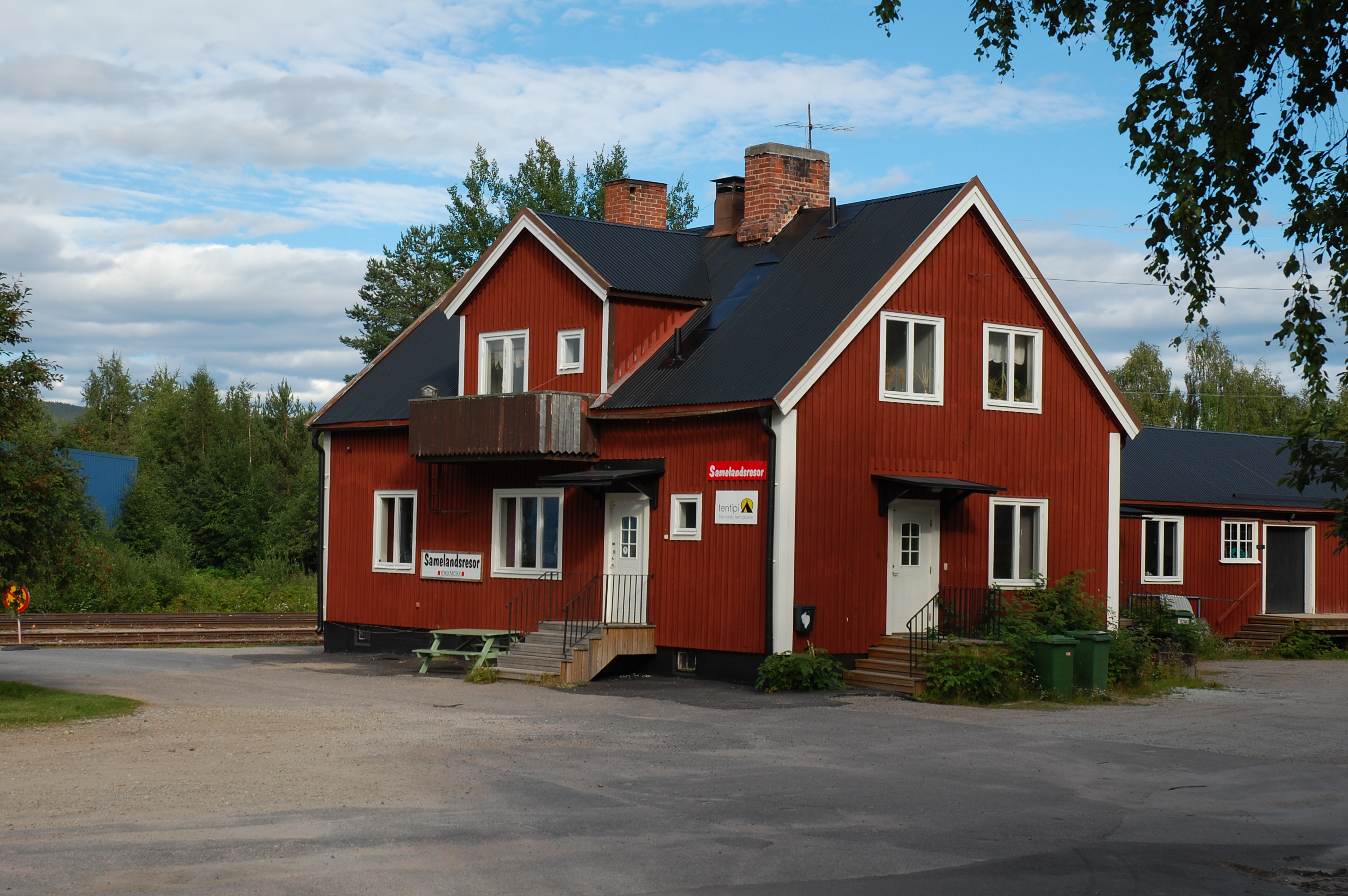
Bahnhof
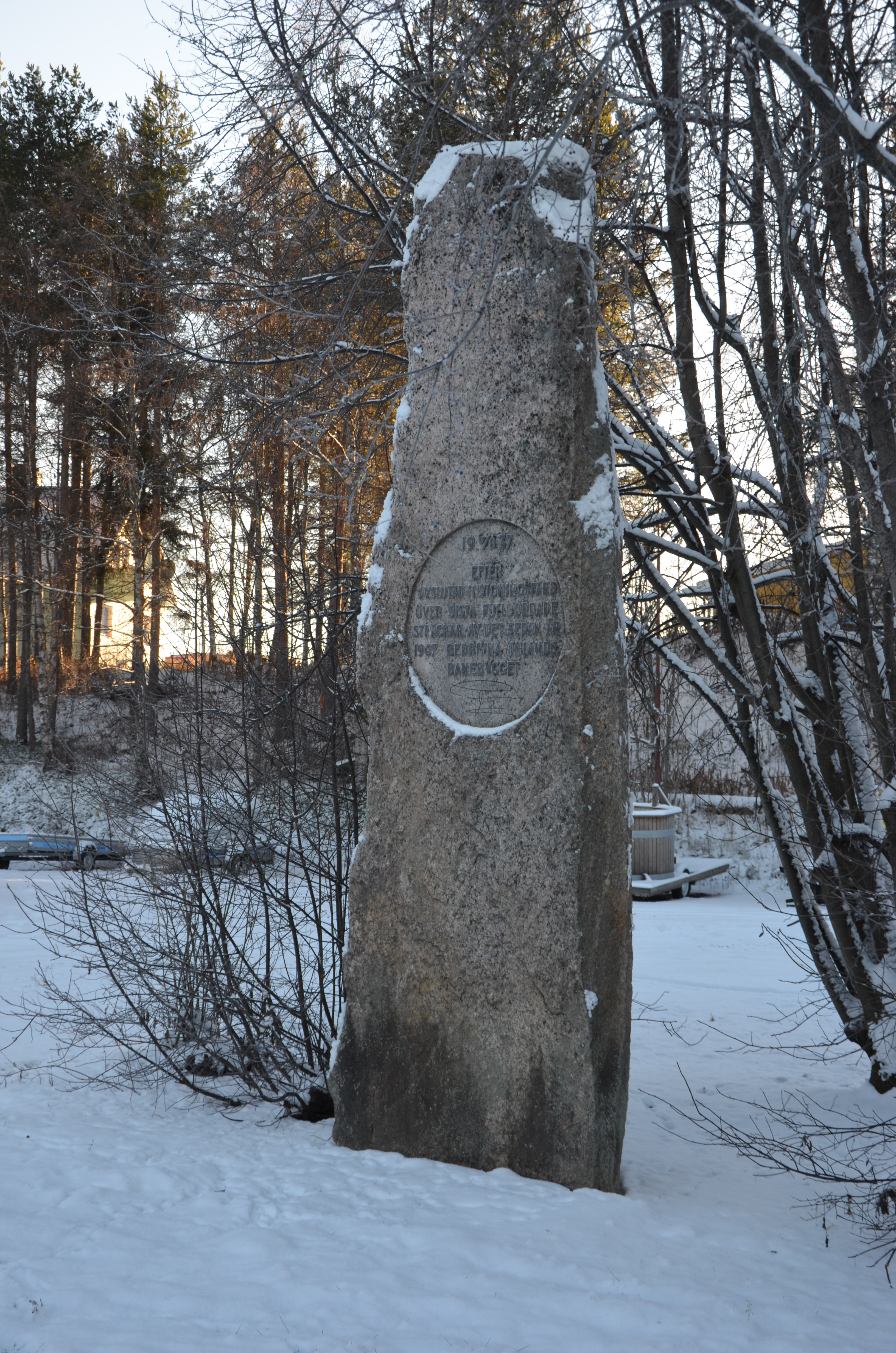
Gedenkstein zur Vollendung der Inlandsbahn
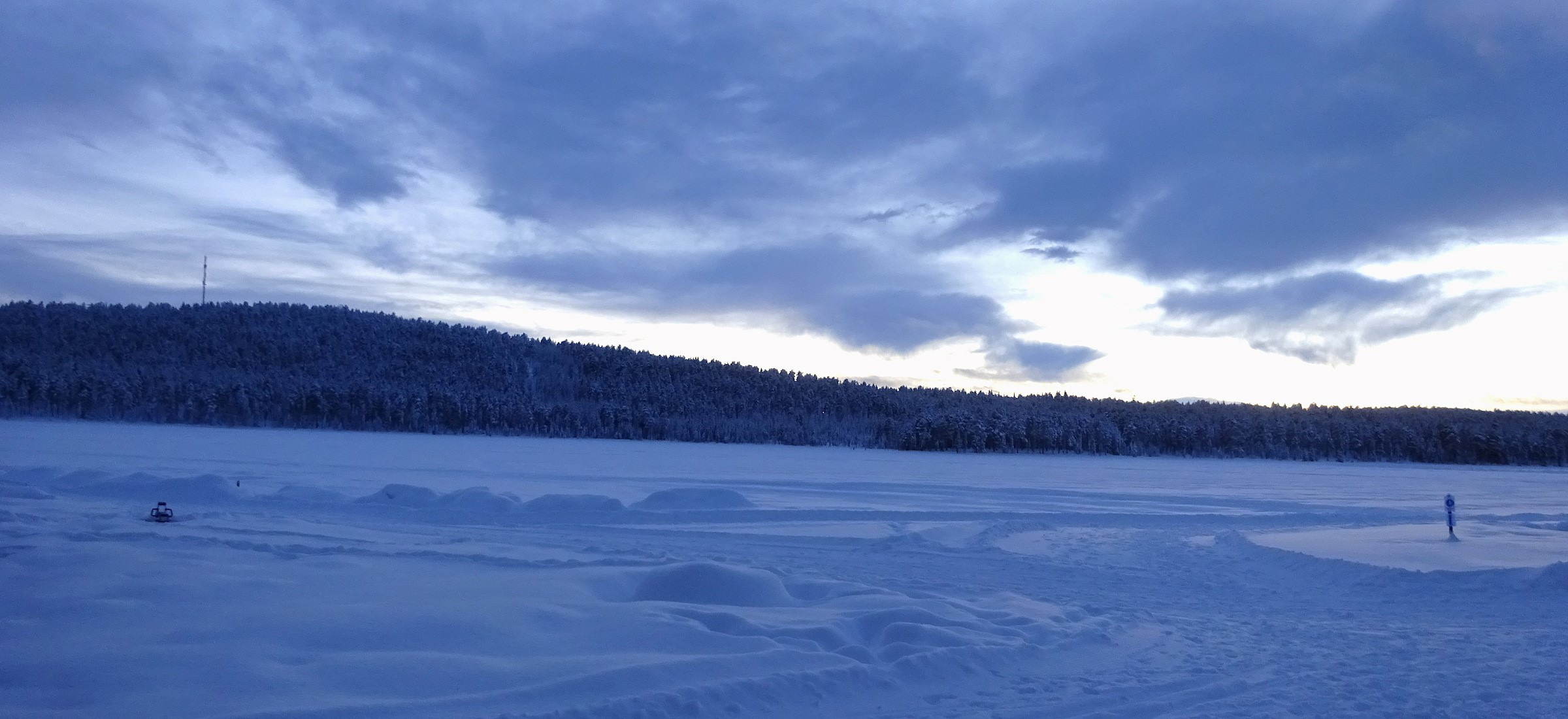
See Talvatissjön

## Verkehr
Jokkmokk liegt an der Europastraße 45, dem Inlandsvägen von Göteborg nach Karesuando, und ist Endpunkt des Riksväg 97 von Luleå über Boden und Vuollerim hierher. Der Ort verfügt über einen Bahnhof der Inlandsbahn und zudem mehrere Busverbindungen, die überregional Gällivare, Kiruna, Piteå, Älvsbyn und Arvidsjaur anbinden sowie innerhalb der Gemeinde mit den Orten Porjus, Murjek, Kåbdalis und Vuollerim verbinden.
Etwa 19 Kilometer südöstlich der Stadt liegt der Militärflugplatz Jokkmokk (ICAO-Code: ESNJ), der mit seiner zwei Kilometer langen asphaltierten Start- und Landebahn aktuell nur als Trainingsflugplatz der Luftwaffe dient.

## Sport
Der Jokkmokk Skidklubb (Jokkmokk SK) wurde 1893 gegründet und gilt als ältester Skiklub Schwedens. Er bietet Aktivitäten in den Bereichen Skifahren, Badminton, Orientierungslauf, Unihockey und Fußball an. Seit 2016 organisiert Jokkmokks SK den Nordenskiöldsloppet. Das Rennen hat eine Streckenlänge von 220 Kilometern und ist damit das längste Skirennen der Welt. Das Rennen wird im klassischen Stil durchgeführt.

## Tourismus
Ausgedehnte Wanderungen aller Schwierigkeitsgrade können u. a. im Naturreservat Serri, im Staatsforstgebiet Kronogård oder im Nationalpark Muddus unternommen werden. Der äußerste Nordwesten der Gemeinde Jokkmokk führt in die Gebirgsregion an der norwegischen Grenze. Mit Ausgangspunkt Kvikkjokk (18 Einwohner) erschließen sich dem Wanderer die Birkenwaldregion, das Fjäll und das Hochgebirge mit seinen Gletschern. Der kleine Ort ist einer der Hauptzugänge zum Weltnaturerbe Laponia.
Unterkunft bieten Hotels, Jugendherbergen, Feriendörfer, Hütten, Campingplätze und Bergstationen. Während des Wintermarktes sind sämtliche Unterkünfte in Jokkmokk und Umgebung Monate im Voraus ausgebucht. In den touristisch nicht erschlossenen Gebieten (zum Beispiel im Nationalpark Sarek) gibt es keine Berghütten, so dass Zelt, Schlafsack, Proviant und alle andere Ausrüstung selbst getragen werden muss.

## Persönlichkeiten
- Jessica Almenäs (* 1975), Moderatorin
- Inga Juuso (1945–2014), norwegisch-samische Musikerin und Schauspielerin
- Maxida Märak (* 1988), Sängerin und Aktivistin